# Jättetuja
Jättetuja (Thuja plicata) är en cypressväxtart som beskrevs av James Donn och David Don. Jättetuja ingår i släktet tujor och familjen cypressväxter. Arten förekommer tillfälligt i Sverige, också blygsamt i skogsbruket. Inga underarter finns listade i Catalogue of Life.
Artens utbredningsområde ligger i västra Nordamerika från södra Alaska över British Columbia och Alberta (båda Kanada) till norra Kalifornien. Jättetuja växer i låglandet och i bergstrakter upp till 2 300 meter över havet.
I bergstrakter nära Stilla havet kan årsnederbörden uppgå till 6 600 mm. Träden i regionen, inklusive jättetuja, är därför påfallande höga. För jättetuja registrerades upp till 75 meter höga och cirka 1 000 år gamla exemplar. Andra barrträd som ingår i samma skogar är ännu högre, bland annat amerikansk sekvoja (till 110 meter), sitkagran (till 87 meter), kaskadgran (till 85 meter) och kustgran samt jättehemlock (till 80 meter). I skogarna vid havet förekommer även kortare barrträd samt lövträd som jättelönn, rödal och jättepoppel. Undervegetationen utgörs av buskar och örter som Ribes bracteosum eller tillhörande hallonsläktet och odonsläktet. Dessutom är mossor och levermossor vanliga.
I Klippiga bergen är årsnederbörden sällan större än 1 200 mm och vädret under vintern är kallare. Här bildar jättetuja skogar med bland annat kustgran, berggran, Larix occidentalis, engelmannsgran, contortatall och Taxus brevifolia.
I några områden planteras andra träd när skogen återskapas för skogsbruk. Allmänt är jättetuja inte sällsynt och den har ett stort utbredningsområde. Internationella naturvårdsunionen (IUCN) kategoriserar arten globalt som livskraftig.

## Virke
Virket som ofta saluförs som Western red cedar, är mjukt, lätt, rödaktigt och även obehandlat mycket motståndskraftigt mot röta. Det används därför ofta till bland annat fasadbeklädnad.

## Bildgalleri

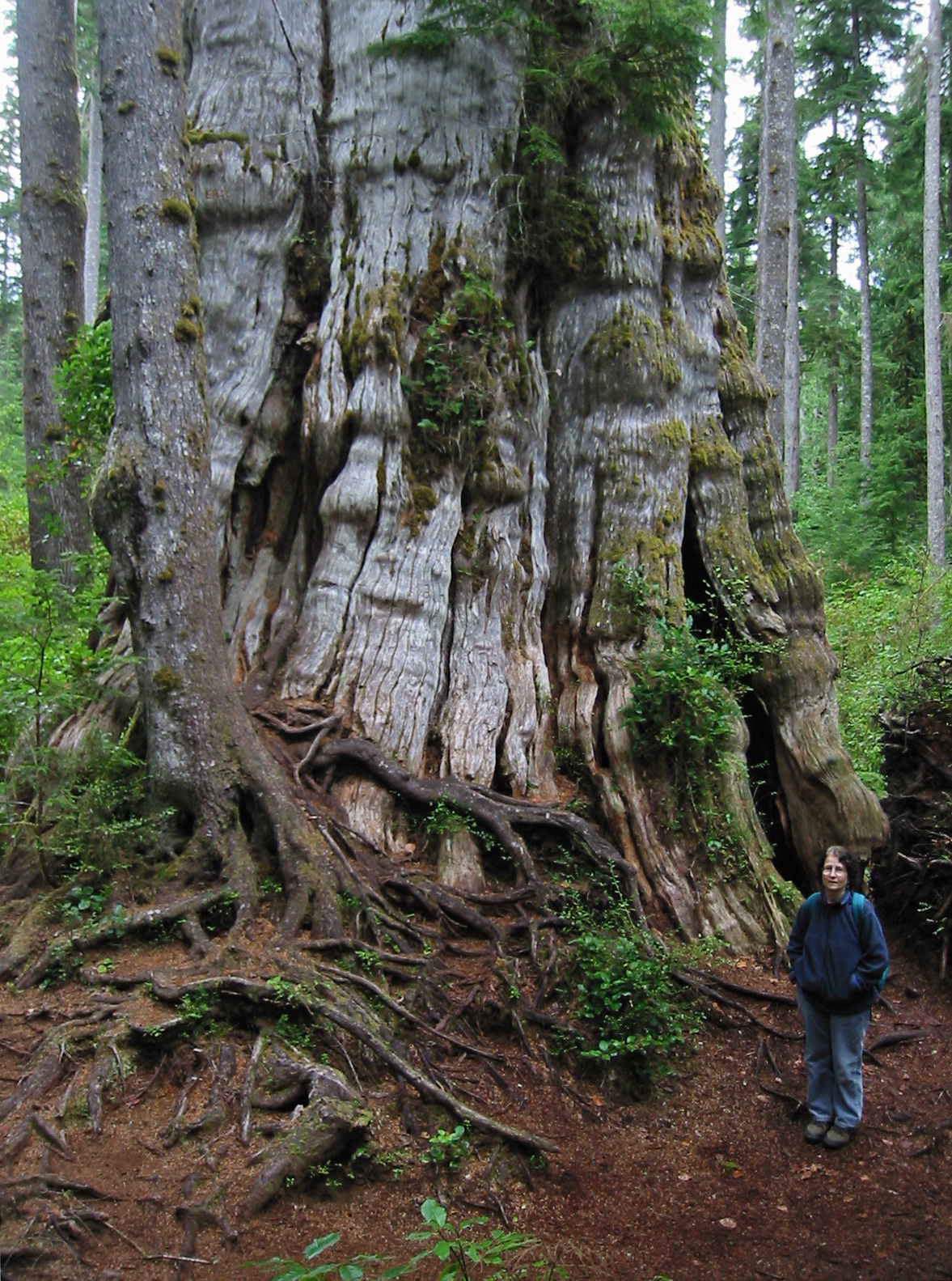
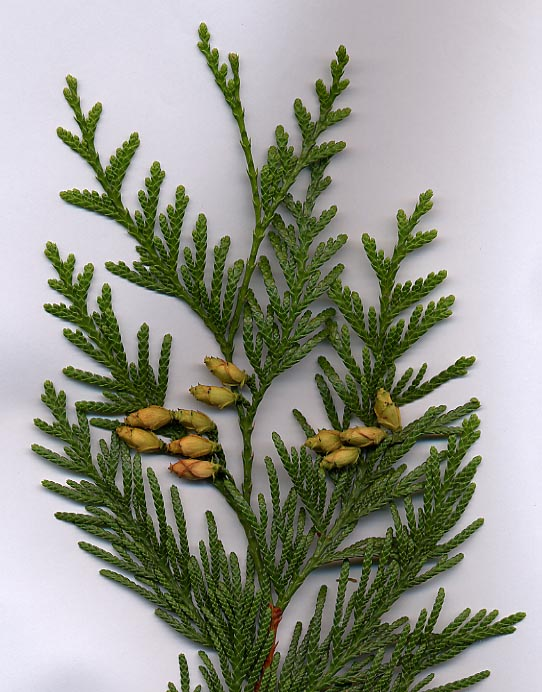
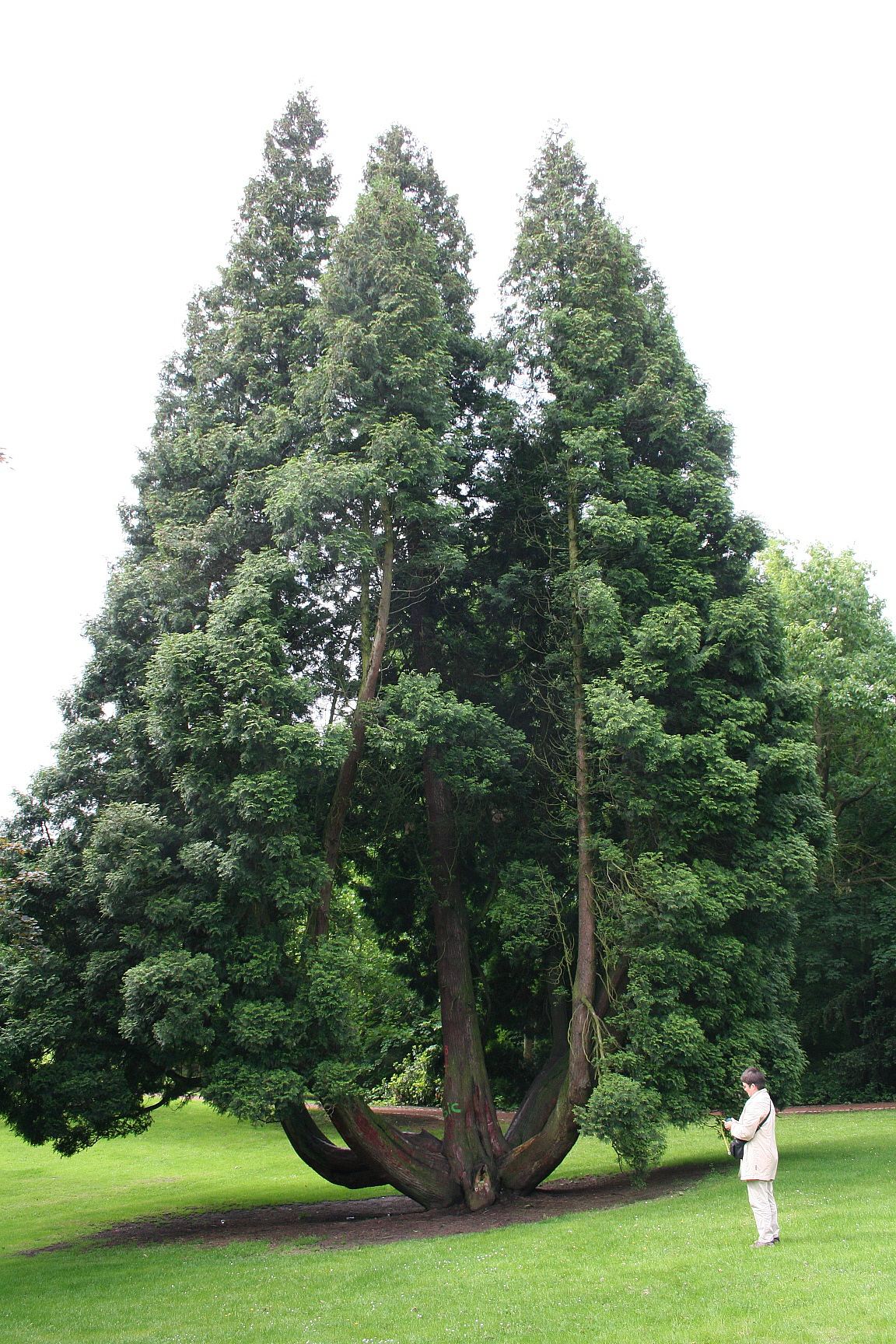
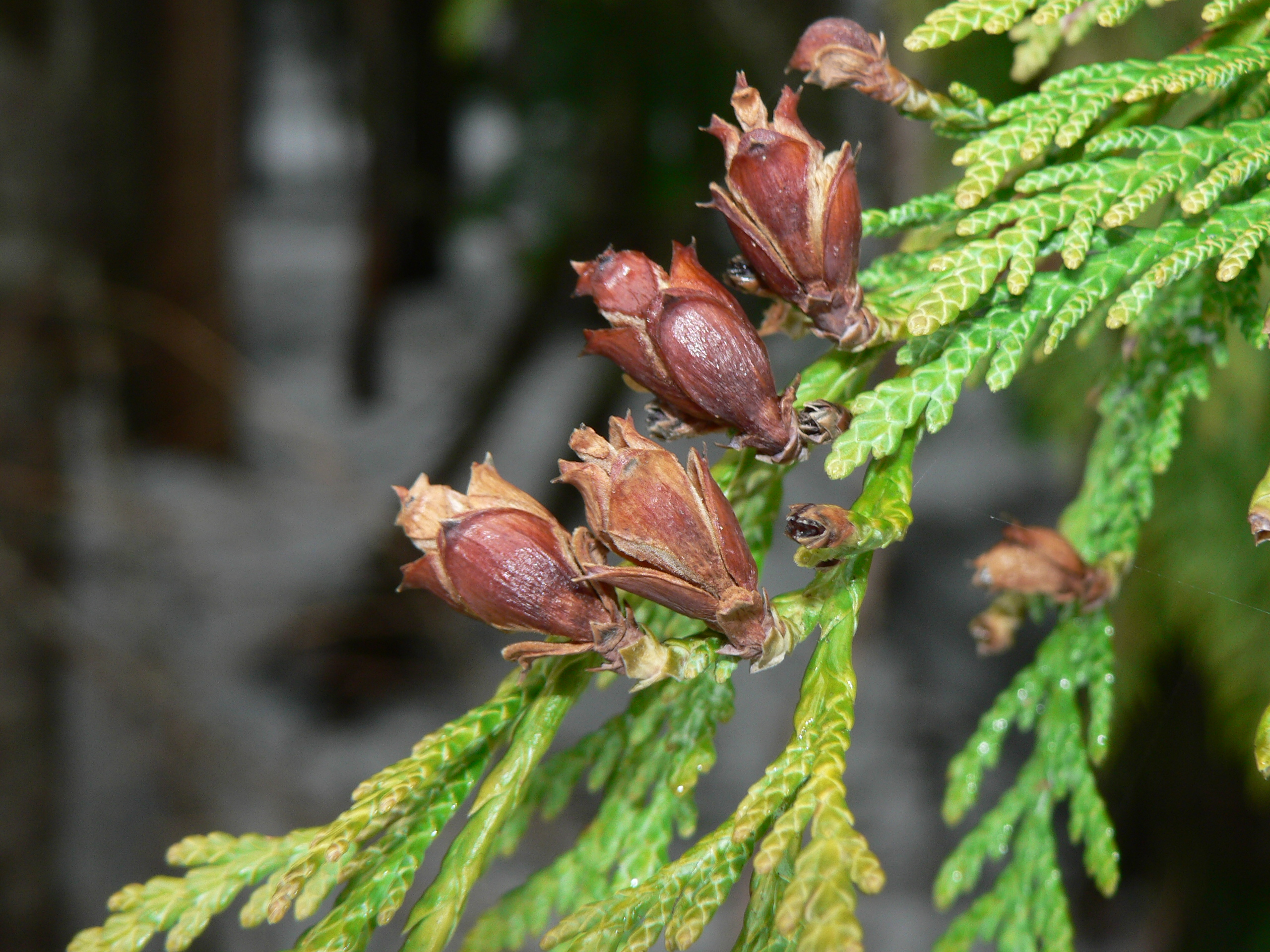
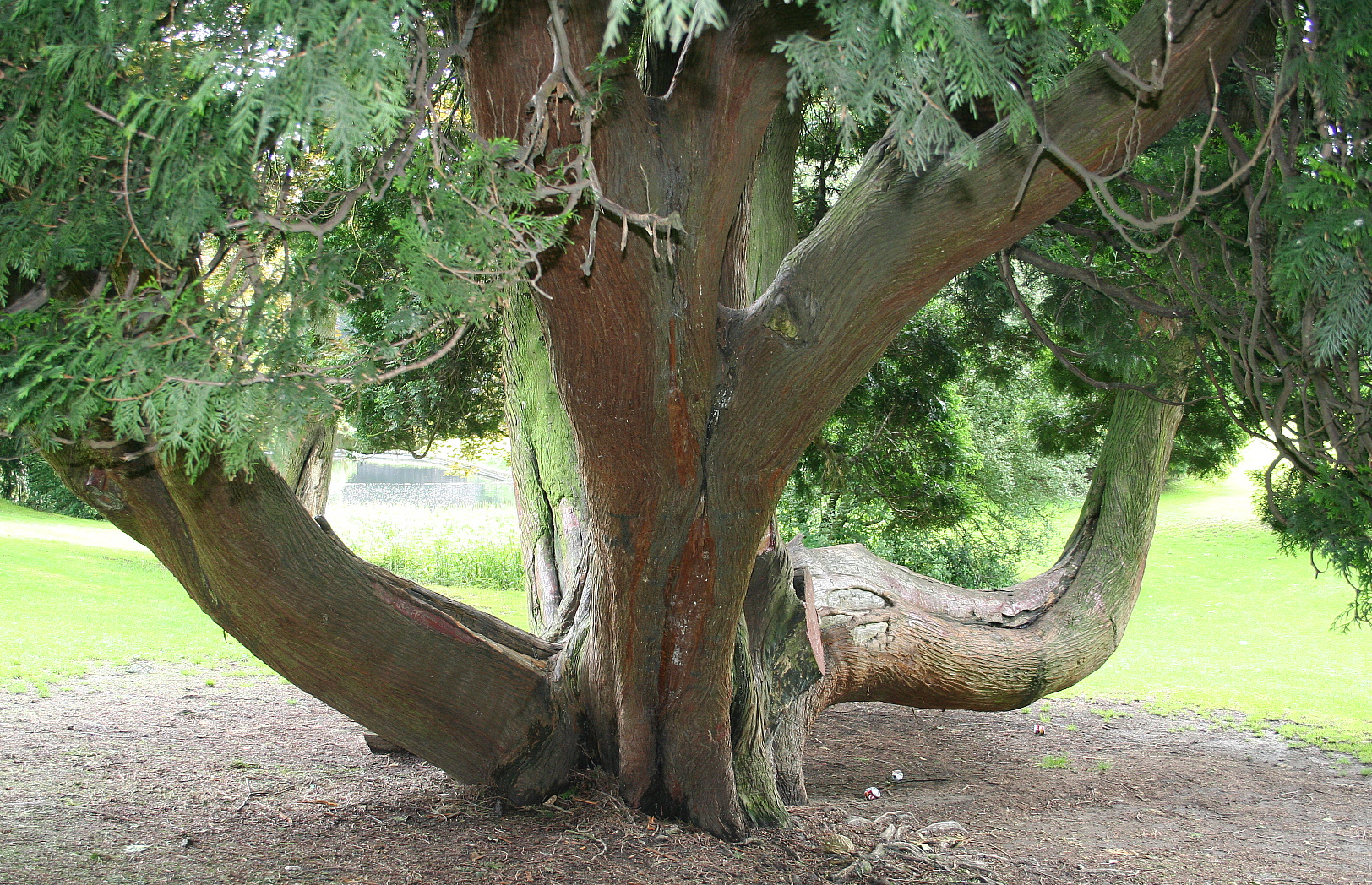
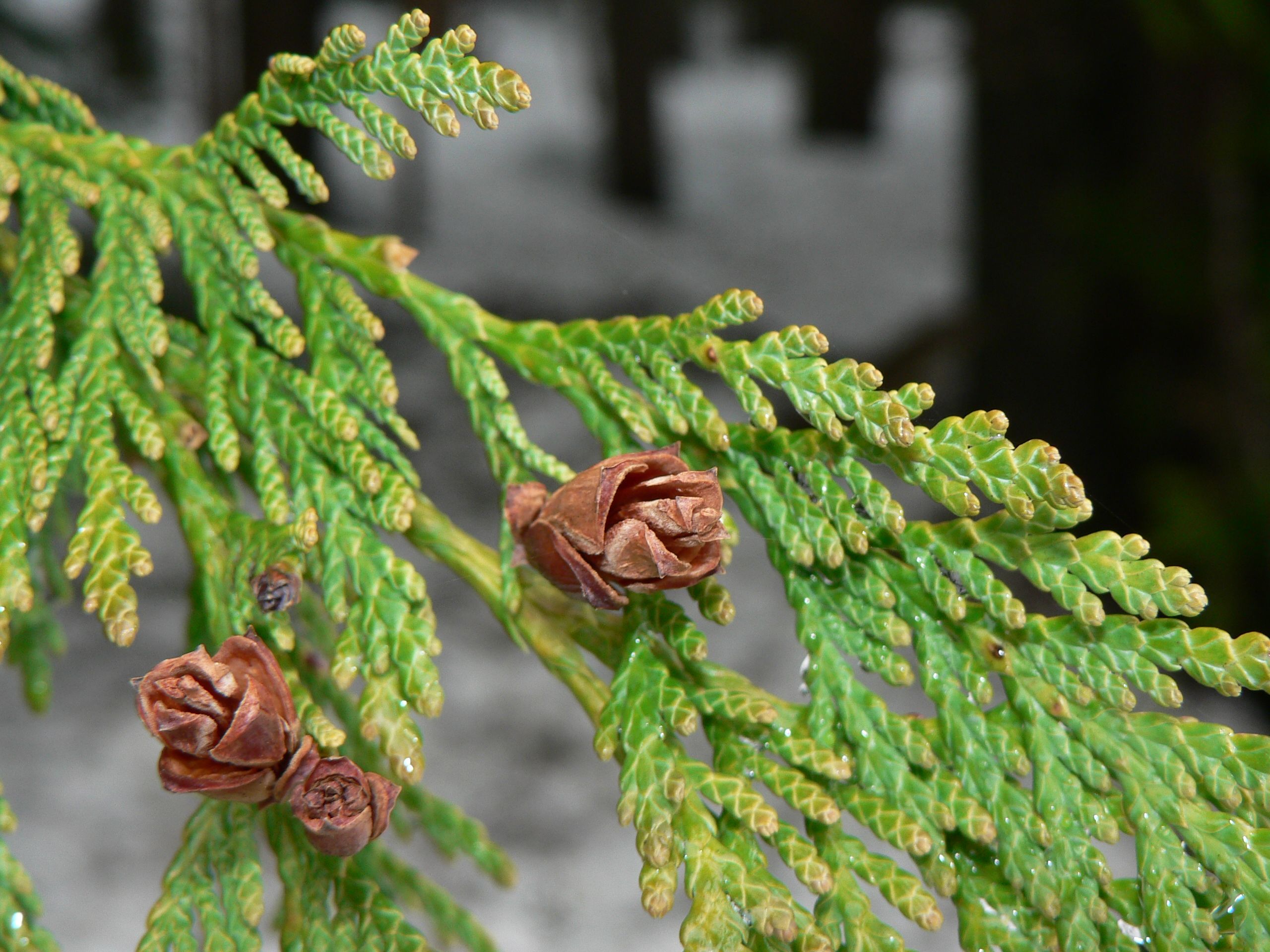